# Amephana
Amephana is een geslacht van vlinders van de familie Uilen (Noctuidae), uit de onderfamilie Cuculliinae.

## Soorten
- A. anarrhini (Duponchel, 1840)
- A. aurita (Fabricius, 1787)
- A. dalmatica (Rebel, 1919)
- A. warionis Oberthür, 1876